# Erik Wijmeersch
Erik Wijmeersch (* 23. ledna 1970 Sint-Niklaas) je bývalý belgický atlet, sprinter.

## Sportovní kariéra
Na přelomu 20. a 21. století patřil do evropské sprinterské špičky. Jeho největším úspěchem byl titul halového mistra Evropy v běhu na 200 metrů v roce 1996.